# 穆萨·塔马里
穆萨·塔马里（阿拉伯语：مُوسى مُحَمَّد مُوسى سُلَيْمَان التَعمري，1997年6月10日—），是一名约旦足球运动员，司职前锋。现效力法甲球队雷恩，也代表约旦国家足球队。

## 榮譽
沙巴阿羅登
- 約旦足總盾冠軍 : 2016

艾查捷拉安曼會
- 約旦足總盃冠軍 : 2017–18

尼科西亚希腊人
- 賽普勒斯足球甲級聯賽冠軍 : 2018–19
- 塞浦路斯超級盃冠軍 : 2019

約旦國家隊
- 亞足聯亞洲盃亞軍 : 2023

### 個人
- 賽普勒斯足球甲級聯賽MVP : 2018–19[3]

## 外部連結
- Soccerway資料庫：穆萨·塔马里